# Леді Баґ і Супер-Кіт: Фільм 2
Леді Баґ і Супер-Кіт: Фільм 2 – майбутній аніаційний фільм  створений на основі мультсеріалу Леді Баґ і Супер-Кіт та фільму Леді Баґ і Супер-Кіт: Фільм.

## Виробництво
3 Липня 2023 року Джеремі Заг дав інтерв'ю інфлюенсеру студії ZAG, в якому повідомив що робота над другим анімаційним фільмом «Леді Баґ і Супер-Кіт» триває, сценарій вже готовий. За його словами  Початок цього фільму буде більш приголомшливим ніж кінець першого. 